# Historia ecclesiastica gentis Anglorum
L’Historia ecclesiastica gentis Anglorum (letteralmente: Storia ecclesiastica del popolo degli Inglesi) è un’opera storiografica scritta in latino da Beda il Venerabile, che si ritiene completata entro il 731 d.C., quando l'autore aveva circa 59 anni. Trattando le vicende della Britannia dall’arrivo dei romani sino alla contemporaneità dell’autore, il suo focus principale verte sulla crescita del Cristianesimo in Inghilterra, costituendo al contempo una delle fonti originali più importanti sulla storia anglosassone e l'opera di evangelizzazione nelle isole britanniche.

## Panoramica e contenuti
L'Historia ecclesiastica gentis Anglorum è un’opera storiografica redatta da Beda il Venerabile in 5 libri. Essa ci fornisce le principali notizie che abbiamo sulla storia della Britannia dall’arrivo nell’isola di Giulio Cesare nel 55-54 a.C. sino al 731, anno in cui l’opera si suppone essere stata conclusa.
L’aggettivo “ecclesiastica”, presente nel titolo dell’opera, ne è anche la sua chiave di lettura. Infatti, lungi dall’essere un’opera storiografica di cronaca neutra, essa si rivela nella sua chiave provvidenzialistica cristiana, ereditata dallo storiografo Orosio, come un’opera che racconta la cristianizzazione e la conseguente strutturazione progressiva della chiesa in Inghilterra, in particolare nei primi 4 libri, e l’evangelizzazione dei popoli germanici continentali di Frisia (l’odierna Olanda) e Sassonia ad opera di missionari angli, nel quinto libro.
Il rapporto con Roma e l’Impero Romano è un’altra essenziale chiave di volta per la comprensione dell’opera. Nonostante nell’VIII secolo da tempo ormai l’Impero Romano non esistesse più, la consapevolezza storica dell’autore di discendere da un passato romano nella sua regione, la Britannia, era centrale per la sua opera storiografica. Infatti, i Romani sono considerati un popolo predestinato da Dio a portare il Vangelo nel mondo, e nel caso dell'Historia, a portare con sé, con una certa virulenza trionfale, la cristianizzazione degli Angli e dei Sassoni. Non a caso, Beda non dedica spazio nella sua opera né alla storia delle popolazioni della Britannia prima dell’arrivo dei Romani, e neppure ai culti pagani locali, disvelando dunque la sua opinione contraria verso tutto ciò che non era cristiano.
I primi quattro libri riguardano il primo sviluppo della chiesa in Inghilterra, con particolare attenzione all’area della Northumbria, la regione più settentrionale dell’isola, da cui proveniva l’autore, il quale risiedeva nel monastero di Monkwearmouth-Jarrow.
Nel primo libro, dopo una descrizione fisica e geografica della Britannia basata sulle opere di Solino e Plinio il Vecchio, Beda racconta la spedizione di Giulio Cesare nell’isola, avvenuta nel 55-54 a.C., e poi l’occupazione ad opera dell’imperatore Claudio nel 43 d.C., con l’allora ancora generale e futuro imperatore Vespasiano; con la conquista di Claudio, il territorio della Britannia diventa definitivamente una provincia romana. Dopodiché, prima menziona il principato di Nerone, successore di Claudio, che avrebbe rischiato di perdere la Britannia, poi si sposta verso l’epoca antonina. Sin dalle prime pagine dell’opera il racconto di Beda evidenzia il ruolo della regione come provincia romana. Per quanto concerne il tema della cristianizzazione dell’isola, Beda non ha alcuna idea di come si sia originata. Infatti, non conosceva l’esistenza dell’editto di Milano del 313 con cui si assicurò la libertà di culto dei cristiani nell’Impero, e nemmeno che certi vescovi provenienti dalla Britannia avevano partecipato al sinodo ad Arles, nel 314; notizia che implica la presenza già a quell’epoca di una struttura ecclesiastica complessa sull’isola. La mancanza di queste informazioni suggerì a Beda di non descrivere una realtà che non poteva conoscere, e infatti non ne tratta. Dopo un breve resoconto sulla Britannia nel contesto dell’Impero Romano, l’autore parla del processo e della morte del martire cristiano sant’Albano, la cui storia aveva letto in una Passio anonima. L’importanza nell’opera di questo martire deriva dalla sua provenienza britannica, permettendo così all’autore di poter rivendicare per la sua regione l’appartenenza alla Chiesa universale.
L’ultimo grande tema del primo libro è il contrasto tra le pratiche moderne della Chiesa di Roma, come vigevano all’epoca di Gregorio Magno (590-604), e le pratiche arcaiche ancora operanti sull’isola. Infatti, in seguito alla disgregazione dell’Impero Romano nel V secolo e alla perdita di contatti delle popolazioni della Britannia con la chiesa di Roma, quest’ultima innovò, in alcuni aspetti, credenze e pratiche liturgiche: innovazioni che per ovvie ragioni non vennero recepite nell’isola. Tra le più importanti è d’uopo ricordare quella del nuovo metodo di computo per calcolare la data della Pasqua, tema che Beda tratterà sia nell'Historia che in altre opere. La trasmissione di queste nuove pratiche, assieme a una nuova opera di evangelizzazione delle nuove popolazioni dell’isola, fu l’oggetto di un’importante spedizione di Papa Gregorio Magno, che l’autore racconta in modo dettagliato. Prima però di passare al racconto della missione, Beda è costretto a compiere un resoconto del declino della Britannia romana. La fase del declino coincide con l’ascesa di Massimo, usurpatore dell’impero di origine britannica, poi la progressiva incapacità dell’Impero Romano di controllare un’area così remota, fino alla nuove invasioni da parte di popoli germanici come Angli, Sassoni e Iuti. Le informazioni raccolte da Beda derivano da Gildas, il quale però non fornisce dati cronologici precisi, così come Beda stesso. D’altronde, questa parte di storia rimane ancora oggi per gli storici contemporanei particolarmente oscura.
L’ultima parte del primo libro e l’inizio del secondo trattano dell’opera di evangelizzazione di Gregorio Magno sull’isola e della trasmissione ai cristiani della Britannia delle nuove pratiche liturgiche; alla missione partecipò anche il monaco romano Agostino accompagnato da quaranta monaci italiani. Agostino è anche il protagonista del Libellus responsionum, un’opera scritta da Gregorio Magno e riportata integralmente da Beda nel primo libro, che è composto da una serie di risposte a quesiti di natura teologica utili a superare i problemi che potevano insorgere durante l’evangelizzazione dei pagani. Gli argomenti ivi trattati sono di primaria importanza anche per comprendere con chiarezza il personaggio storico di Gregorio Magno.
In seguito, si parla dell’evangelizzazione di re Edwin e del suo popolo, i Northumbri, ossia quella stirpe di Angli che abitava a nord del fiume Humber, ad opera del vescovo Paolino. Per Beda è un fatto di grande importanza perché anch’egli proveniva da quella regione.
Il secondo libro si conclude con la morte di re Edwin nella battaglia di Hatfield Chase nel 633, contro Cadwallon il re dei Britanni.
Nel terzo libro, Beda racconta dell’arrivo del monaco irlandese Aidan nell’isola di Lindisfarne, chiamato da Oswald, re di Bernicia. Aidan diffuse in Inghilterra, sino alla Northumbria, le pratiche liturgiche della chiesa irlandese, tra cui anche il differente computo della Pasqua rispetto alla chiesa di Roma; ciò comportò dei contrasti tra i cristiani abituati alle pratiche liturgiche moderne di Roma e quelli invece abituati alle pratiche irlandesi. Il re Oswiu dei Northumbri decise, per dirimere la questione, di tenere nel 664 un sinodo a Whitby. Tale avvenimento, che si concluse con la vittoria della posizione “romana” e che rese la chiesa inglese fedele a quella di Roma sino al regno di Enrico VIII nel XVI secolo, è per Beda uno degli episodi centrali della sua Historia; infatti, l’autore scriverà che la chiesa di Northumbria, da quel momento, non verrà più guidata da “un manipolo di uomini provenienti da isole remote”, ma si uniformerà alla “cattolica e apostolica” Chiesa di Cristo. L’importanza di questo avvenimento per Beda è inoltre sottolineato dalla collocazione macro-testuale, infatti si trova al centro del terzo libro, dunque al centro di tutta l’opera.
L’opera di evangelizzazione, ormai a buon punto dopo il sinodo di Whitby, apriva le porte ad una seconda fase, per così dire di “consolidamento”. Sulla spinta della chiesa di Roma, un buon numero di ecclesiastici anglosassoni locali venne istruito alla predicazione e, dunque, alla comprensione del latino, per poter portare avanti l’opera di evangelizzazione autonomamente. Ciò implicò la creazione di scuole, di scriptoria e di biblioteche, che recepivano i testi manoscritti necessari direttamente dall’Italia.
Nel quarto libro, Beda racconta l’arrivo in Britannia dell’arcivescovo Teodoro, accompagnato dall’abate Adriano. I due fondarono una scuola a Canterbury di studi avanzati di esegesi e grammatica, che avrebbe poi formato personalità ecclesiastiche dal calibro di Aldelmo e Albino, il quale sarà uno dei principali ispiratori della stessa Historia Ecclesiastica di Beda, come egli stesso dice nel prologo dell’opera. Inoltre, si adoperarono nella riorganizzazione e strutturazione della chiesa d’Inghilterra, ancorandola alla struttura e all’ortodossia cattolica di Roma. Tali iniziative sono l’oggetto di tutto il libro quarto.
Nel quinto e ultimo libro, Beda racconta delle operazioni di evangelizzazione dei popoli germanici al di fuori della Britannia a partire dall’ultimo quarto del VII secolo, ad opera di predicatori anglosassoni. Nella fattispecie, l’autore racconta delle opere di conversione dei Pitti, nell’odierna Scozia, e delle popolazioni germaniche continentali di Frisia, l’odierna Olanda, e di Sassonia. Il quinto libro, dunque, dimostra che nell’epoca di poco precedente e contemporanea a Beda, la Chiesa anglosassone si trovava in una situazione ormai così ampiamente consolidata, tanto da indurla a proseguire opere di evangelizzazione nel nord dell’Europa continentale. Importante infine menzionare, a proposito del quinto libro, la nota autobiografica che Beda il Venerabile dà di se stesso.
Di seguito, un breve schema riepilogativo dei contenuti dell’Historia ecclesiastica gentis Anglorum, tratta dall’introduzione di Lapidge alla sua edizione critica:
Libro 1. Storia della Britannia romana e antefatti dell’insediamento anglosassone, fino alla missione inviata da Gregorio, con la conversione del re Aethelberht e l’introduzione del cristianesimo a Canterbury e nel Kent.
Libro 2. Consolidamento della missione nel Kent e diffusione del cristianesimo in altri territori dell’Inghilterra, come l’Anglia Orientale, il Lindsey e la Northumbria; questo periodo iniziale di espansione ha una battuta d’arresto con la morte di re Edwin (633).
Libro 3. Nuovo impulso alla cristianizzazione in Northumbria dato da monaci irlandesi come Aidan, ma parallelo acuirsi dei problemi creati dalle loro pratiche non canoniche, risolti infine in favore dell’ortodossia romana nel sinodo di Whitby (664).
Libro 4. Età d’oro della chiesa inglese, iniziata con l’arrivo sull’isola dell’arcivescovo Teodoro (669) e dell’abate Adriano (670).
Libro 5. Diffusione del cristianesimo oltre i confini dell’Inghilterra, a nord verso i territori dei Pitti, a sud verso il continente (Frisia e Sassonia).

## Fonti e metodo
Nel paragrafo precedente si mostrava già l’importanza per Beda della collocazione degli snodi storici, a suo dire, cruciali per la storia degli inglesi, in luoghi della macrostruttura dell’opera che ne evidenziassero l’importanza; ne è un esempio il sinodo di Whitby posto al centro del terzo libro, dunque al centro dell’opera stessa. Questa tendenza può dunque suggerire che l’autore avesse, nelle intenzioni iniziali, la volontà di informare l’opera su uno schema macro-testuale omogeneo, che constasse per ogni libro il medesimo numero di capitoli. A dispetto di ciò, invece, l’Historia ecclesiastica gentis Anglorum ha una struttura disomogenea nei suoi 5 libri. Difatti, il primo libro, quello più lungo, consta di 34 capitoli, mentre il secondo, quello più breve ne ha soltanto 20. Rispetto agli altri libri, il terzo ha 30 capitoli, il quarto ne ha 30, e il quinto ne ha 24. Facendo una media tra il numero di capitoli di ogni libro, si potrebbe ipotizzare che, nelle intenzioni iniziali, l’autore avrebbe voluto scrivere più o meno 30 capitoli per ogni libro. Sarebbe lecito chiedersi perché l’autore non abbia scelto di spostare, per fare un esempio pratico, alcuni capitoli del primo libro all’inizio del secondo. La risposta probabilmente risiede nel fatto che, per quanto concerne questo caso, il primo libro accrebbe la sua mole di capitoli, nel momento in cui, già ad uno stadio molto avanzato del suo completamento, Nothhelm, futuro vescovo di Canterbury, al suo secondo viaggio a Monkwearmouth-Jarrow, consegnò a Beda delle lettere trovate negli archivi papali a Roma, con delle informazioni aggiuntive rispetto alla missione di Gregorio Magno; queste notizie furono oggetto e integrazione dei capitoli XXIII, XXIV, XXVIII, XXX, XXXI, XXXII. Evidentemente, non ci fu il tempo poi di un’ulteriore e finale revisione dell’opera, e pertanto i capitoli nuovi e le integrazioni rimasero parte del primo libro, senza migrare nel secondo. Nel caso del quinto libro, invece, dove troviamo 24 capitoli, la causa della riduzione risiede probabilmente nel fatto che l’autore non avesse un sufficiente numero di fonti attendibili per la sua trattazione. Ne è prova l’aggiunta di materiale con scarsa attinenza all’argomento principale dell'Historia come i capitoli sui luoghi della Terrasanta, la lettera dell’abate Ceolfrith al re Nainton sul computo pasquale e la notazione autobiografica.
L’idea di Beda di scrivere una storia “ecclesiastica” gli deriva da uno dei suoi principali modelli, l'Historia Ecclesiastica di Eusebio, che egli aveva letto nell’edizione di Rufino.
La storia ecclesiastica di Eusebio, scritta in 9 libri, è una storia della chiesa cristiana che tratta il periodo che decorre dagli apostoli sino alla fine delle persecuzioni cristiane durante il principato di Costantino, basata cronologicamente sull’ordine degli imperatori romani. In ogni occasione possibile, Eusebio cita autori antichi cristiani, fonti di prima mano, lettere ecclesiastiche, notizie su martiri e persecuzioni contenute in atti imperiali. Ciò rende l’opera di Eusebio interessante sotto un punto di vista filologico per l’utilizzo di un metodo rigoroso nella ricerca di una veritas storica, e poi si apre a un numero notevole di studi di differenti discipline, visto che ci restituisce in parte anche una storia delle istituzioni romane e cristiane, e per di più una storia della letteratura cristiana.
Come già si può intuire, Beda riprende in molti aspetti Eusebio. Infatti, sono parecchi i documenti e opere che l’autore ricopia nella sua Historia, come ad esempio, il Libellus responsionum di Gregorio Magno nel primo libro, la lettera dell’abate Ceolfith al re dei Pitti, nel quinto libro, le epistole trattanti la spedizione di Gregorio, e quelle inviate dalla chiesa di Roma alle chiese inglesi e irlandesi. Inoltre, come Eusebio, anche Beda cerca di fornire liste delle successioni degli episcopi inglesi. In entrambi i casi, gli elenchi posseduti non erano completi, ma il rispettivo interesse storico verso una verità dei fatti e il rigore filologico fa sì che le loro ricostruzioni cronologiche fondassero a tutti gli effetti la tradizione degli studi di storia della Chiesa. La differenza che invece intercorre tra i due studiosi è il campo d’azione. Eusebio cercò di trattare di tutto il mondo cristiano, mentre Beda si preoccupa soltanto della Britannia. Questo distacco dal modello di Eusebio porta Beda a poter essere avvicinato a opere di storiografi nazionali, quali Cassiodoro, con la storia dei Goti, oppure la storia dei Franchi di Gregorio di Tours; la seconda delle quali siamo certi possa essere stata letta da Beda.
Per il primo libro, Beda utilizzò la Naturalis historia di Plinio il Vecchio e i Collectanea rerum memorabilium di Solino per trattare della geografia della Britannia. Per i capitoli relativi all’epoca romana dell’isola del primo libro, l’autore utilizzò perlopiù le Historiae adversum paganos di Orosio, ma anche il Breviarium di Eutropio, il Chronicon di Eusebio e la Vita Sancti Germani di Costanzo di Lione. È utile sottolineare, in questo caso, che non vennero usati testi più accurati come quelli di Svetonio e Tacito perché allora sconosciuti. Per il resto del primo libro, dove tratta le invasioni barbariche, Beda fece affidamento sul De Excidio Britanniae di Gildas, mentre per quanto riguarda la vita di Sant’Albano, si affidò alla Passio sancti Albani. L’ultima parte del primo libro, relativa alla spedizione di Gregorio Magno, Beda si affidò al Liber pontificalis, che consisteva in una raccolta di biografie dei pontefici, integrandone le notizie con le lettere papali di Gregorio Magno pervenutegli da Nothhelm, arcivescovo di Canterbury, che le aveva copiate dagli archivi papali.
Per il secondo libro, rispetto alla prima parte relativa alla diffusione del cristianesimo al di fuori del Kent, dall’Essex fino alla Northumbria, non conosciamo le sue fonti poiché perdute. Per il resto del libro, concernente il proseguimento della missione di evangelizzazione e la conversione di re Edwin, l’autore fece affidamento anche in questo caso su fonti non pervenuteci, delle quali probabilmente molte derivanti dalla tradizione orale.
Rispetto alle altre fonti che conosciamo, nel terzo libro abbiamo l’utilizzo da parte dell’autore della Vita sancti Frusei, nel quarto libro la Vita sancti Cudbercti e la Vita sanctae Aethelburgae, e nel quinto libro la Vita sancti Wilfridi di Stefano di Ripon.

## Anno Domini
L'uso che Beda fa nella Historia di una periodizzazione simile a quella introdotta da Dionigi il Piccolo nel 525, secondo l'Anno Domini, esercitò una notevole influenza sulla successiva adozione in Occidente di tale modo di contare gli anni. In particolare, si riferì all'anno ab incarnatione Domini o anno incarnationis dominicae: Beda contava quindi l'anno Domini a partire dalla nascita di Gesù, non dal suo concepimento come Dionigi. Nella sua opera Beda fu anche il primo scrittore a servirsi di un'espressione simile ad «avanti Cristo»: nel secondo capitolo del primo libro, scrive «ante incarnationis dominicae tempus» («prima del tempo dell'incarnazione del Signore»). Quest'ultima espressione in quanto tale non ebbe molta influenza, al di là di qualche sporadico caso, sugli scrittori medievali successivi, e il primo uso estensivo di «prima di Cristo», centinaia di volte, si riscontra solo nel Fasciculus Temporum di Werner Rolevinck del 1474, accanto al riferimento all'età del mondo (Anno Mundi).

## Continuazioni di Beda
Alcuni manoscritti antichi contengono dati annalistici addizionali che si estendono oltre la data di completamento della Historia Ecclesiastica, di cui l'ultimo riguarda l'anno 766. Nessun manoscritto più antico del XII secolo contiene tali inserimenti, ad eccezione che per il periodo 731-734 che compare già in manoscritti più antichi. Molto del materiale ripete quanto si trova nella cronaca di Simeone di Durham; il restante deriva da cronache di origine nordeuropea databili dall'VIII secolo in poi. La Historia fu tradotta in antico inglese durante il IX secolo nella Britannia meridionale, e la tradizione ha attribuito tale versione al re Alfredo il Grande; secondo i moderni studiosi, sebbene Alfredo possa non avere curato la traduzione, cionondimeno essa fu probabilmente in relazione con la diffusione del sapere che Alfredo promosse. La Cronaca anglosassone, composta all'incirca nello stesso periodo, molto trasse dalla Historia, che ne costituì lo schema cronologico delle parti iniziali.

## Fortuna dell'opera
La Historia Ecclesiastica si diffuse in numerose copie nel Medioevo, e ci sono giunti circa 160 manoscritti che la contengono (oltre a un centinaio che la riportano parzialmente), di cui circa la metà di quelli oggi conservati sul continente europeo si trova sulle Isole britanniche. Molti dei testi redatti tra VIII e IX secolo originano dalle regioni settentrionali dell'Impero carolingio.
La prima edizione a stampa si ebbe tra il 1474 e il 1482, probabilmente a Strasburgo. Gli storici moderni hanno dettagliatamente studiato la Historia, e ne sono state prodotte numerose edizioni critiche. Per molti anni la storia anglosassone delle origini è stata essenzialmente una rielaborazione della Historia, ma gli studiosi più recenti hanno prestato altrettanta attenzione a ciò che Beda non scrisse, oltre che a ciò che Beda scrisse. La convinzione che la Historia costituisse l'apice dell'opera di Beda, pensiero comune tra gli storici del passato, non è oggi più accettata dalla maggioranza degli studiosi moderni.
La Historia Ecclesiastica ha dato a Beda una grande reputazione, ma i suoi propositi erano differenti da quelli degli storici di oggi. Il suo punto focale, sulla storia della Chiesa inglese, e sulle eresie e gli sforzi per eradicarle, lo portarono ad escludere la storia secolare di sovrani e regni, eccetto per quegli eventi da cui poteva trarre una lezione di ordine morale, o laddove gli stessi eventi rivestivano importanza per la storia della Chiesa. Oltre alle Cronache anglosassoni, gli scrittori medievali Guglielmo di Malmesbury, Enrico di Huntingdon, e Goffredo di Monmouth si servirono dell'opera di Beda come fonte e motivo di ispirazione. I primi scrittori moderni, come Polidoro Virgili e Matthew Parker, l'arcivescovo di Canterbury di età elisabettiana, utilizzarono anch'essi la Historia, e le opere di Beda vennero sfruttate sia dalla parte cattolica che dalla parte protestante durante le guerre di religione.
Alcuni storici hanno messo in discussione l'affidabilità di certi resoconti di Beda: uno in particolare, Charlotte Behr, afferma che la narrazione dell'arrivo degli invasori sassoni nel Kent si dovrebbe oggi considerare un mito, non storia.

## Tradizione manoscritta
L'Historia ecclesiastica gentis Anglorum è uno dei testi storiografici più diffusi del Medioevo; lo dimostra il fatto che ci sono pervenuti 160 codici manoscritti del periodo fra la metà dell’VIII secolo e il XV secolo, l’epoca dell’introduzione della stampa. Fra questi codici, alcuni sono databili ad anni di poco posteriori alla morte di Beda nel 735, e ci consentono dunque di arrivare ad un testo molto vicino a quello dell’autore.
L’ultima edizione critica di cui disponiamo è quella di Lapidge, che ridiscute le precedenti edizioni critiche di Charles Plummer e Rogers Mynors. L’edizione di Lapidge si basa sulla collazione completa di sei manoscritti, quelli che rappresentano l’opera nella forma più antica a noi accessibile. I manoscritti sono i seguenti:
B = London, British Library, Cotton Tiberius A. XIV è un manoscritto dei primi anni del IX secolo, che fu danneggiato in un incendio della biblioteca Cotton nel 1731, e ricomposto alla fine del secolo successivo. Lowe riteneva che il codice fosse stato realizzato nel monastero di Monkwearmouth-Jarrow. Mynors accettò quest’ipotesi e aggiunse che B dovesse derivare da L. Lapidge, invece, dimostra che non c’è una dipendenza tra B e L, ma piuttosto che i due manoscritti derivino indipendentemente da un subarchetipo della recensione μ. Pare comunque sicuro affermare che sia stato scritto in Northumbria.
C = London, British Library, Cotton Tiberius C. II. è un codice che, secondo gli storici dell’arte, per via di peculiari elementi decorativi, è ricollegabile a un gruppo di codici di Canterbury del IX secolo (chiamato gruppo “Tiberius”). Elementi ulteriori rispetto al tipo di scrittura ci portano a collocare il manoscritto all’ultimo quarto del IX secolo.
K = Kassel, Gesamthochschulbibliothek, Qu. Theol. 2. è un manoscritto frammentario che contiene solo i libri IIII e V. Lowe lo assegnò allo scriptorium della Northumbria datandolo al VIII secolo. In realtà, la sua scrittura minuscola anglosassone della Southumbria, ha portato gli studiosi a collocarne l’originaria redazione, per l’appunto, in Southumbria, nell’ambiente di Winfrith Bonifacio.
L = San Pietroburgo, Biblioteca nazionale russa, Q. v. I. 18. Il codice presenta una scrittura minuscola posata tipica dello scriptorium di Beda a Monkwearmouth-Jarrow, e lo si può datare alla seconda metà del VIII secolo.
M = Cambridge, University Library, Kk. 5. 16, detto “Beda di Moore” perché appartenuto a John Moore, vescovo di Ely (1707 – 1714). Mynors riteneva che fosse stato copiato da un copista in visita a Wearmouth o Jarrow. Le notizie annalistiche relative agli anni 731, 732, 733 e 734, aggiunte dal copista su una pagina bianca, ci fanno pensare che lo si possa datare al 734. Nel secolo successivo il manoscritto sembra aver fatto parte della biblioteca di Carlo Magno.
O = Oxford, Bodleian Library, Hatton 43 [S.C. 4106]. Il codice ha una datazione al X-XI secolo ed è originario della Southumbria. Nel XII secolo il manoscritto si trovava presso la Christ Church a Canterbury.
Gli editori dell'Historia ecclesiastica gentis Anglorum, da Plummer in poi, hanno individuato nei manoscritti più antichi due diverse recensioni. Plummer e Mynors le indicavano con le sigle C e M, mentre Lapidge con μ e χ. Dei sei manoscritti presi in considerazione, tre (CKO) sono parte della recensione χ, mentre gli altri tre (LMB) appartengono a μ.
Le differenze strutturali tra le due recensioni non possono portarci a stabilire la priorità di una recensione sull’altra, ma lo possono fare le numerose varianti testuali. Il prendere in considerazione queste varianti più minute è ciò che Lapidge ha fatto nella sua edizione critica, a differenza delle edizioni critiche precedenti di Plummer e Mynors. La maggiore attenzione di Lapidge verso queste varianti lo porta a concludere che χ derivi da μ, e che quindi sia un suo subarchetipo. Inoltre, dei sei manoscritti presi in considerazione, M deriva direttamente da μ, e si posiziona sullo stesso piano nello stemma codicum di χ e β. Il manoscritto β è capostipite di B e L; χ è capostipite di γ e K; γ è a sua volta capostipite di C e O. Stabilito, dunque, che μ sia l’archetipo più vicino all’autografo di Beda, l’edizione di Lapidge ha l’ambizione di ricostruirlo.
L’edizione di Plummer del 1896 si basava sulla collazione integrale di quattro manoscritti, B, C, M e N (Namur, Bibliothèque communale, II, metà IX sec.). Inoltre, studiò altri 37 manoscritti, perlopiù conservati ad Oxford, e tra questi vi era O, le cui lezioni vengono talora citate nell’apparato critico. Dunque, benché l’opera di Plummer abbia notevolmente contribuito alla conoscenza della trasmissione dell’Historia di Beda, egli non disponeva, perché non ne conosceva l’esistenza, di K e L, e non capì la parentela tra O e C.
L’edizione di Roger Mynors del 1969, a differenza di quella precedente di Plummer, considera i manoscritti L e K, e nota per la prima volta l’importanza di O. La ricostruzione testuale si basa su M e L, e laddove le lezioni sono divergenti sembra di solito accogliere le lezioni di L (nei pochi casi dove fa il contrario, segue l’edizione Plummer, e non spiega mai il motivo della scelta.). L’apparato di questa edizione è molto limitato per motivi editoriali; pertanto, è complesso capire le scelte ricostruttive dall’apparato critico. E inoltre, come si diceva precedentemente, le due edizioni non prendono in considerazione le varianti minori delle due recensioni, come farà invece Lapidge con la sua edizione critica del 2008.

## Tradizione a stampa
La prima copia stampata della Historia Ecclesiastica apparve a cura di Heinrich Eggestein a Strasburgo, probabilmente tra 1475 e 1480. Un difetto nel testo consente l'identificazione del manoscritto usato da Eggestein; in seguito apparve in un catalogo dei domenicani di Vienna nel 1513. Eggestein aveva anche stampato un'edizione della traduzione di Tirannio Rufino della Storia ecclesiastica di Eusebio, e le due opere furono ristampate, in un unico volume, il 14 marzo 1500 da Georg Husner, anch'egli di Strasburgo. Un'altra ristampa apparve il 7 dicembre 1506 ad opera di Heinrich Gran e S. Ryman ad Haguenau.
Un'edizione stampata a Parigi apparve nel 1544, e nel 1550 John de Grave ne produsse un'edizione ad Anversa, di cui apparvero due ristampe nel 1566 e 1601. Nel 1563 Johann Herwagen la incluse nel III volume della sua Opera Omnia, che venne ristampata nel 1612 e 1688. Michael Sonnius produsse un'edizione nel 1587 a Parigi, inserendo la Historia Ecclesiastica in una raccolta di opere storiche; nel 1587 Johann Commelin la incluse in una compilazione dello stesso genere, stampata ad Heidelberg. Nel 1643 Abraham Whelock produsse a Cambridge un'edizione con testo a fronte in antico inglese e latino, la prima del genere in Inghilterra.
Tutte le edizioni precedenti si basarono su testi di tipo c. La prima edizione ad usare manoscritti di tipo m fu quella di Pierre Chifflet del 1681, che si servì di un discendente del manoscritto Moore. Per l'edizione del 1722, John Smith ottenne il manoscritto Moore, ed avendo accesso a due copie conservate nella Biblioteca Cottoniana fu in grado di stampare un'edizione di qualità molto alta. In seguito l'edizione più rilevante fu quella del 1896 di Charles Plummer, la cui Venerabilis Bedae Opera Historica, con commento, è stata la chiave di volta per tutti gli studi successivi.
Nel 1969 Mynors pubblica una nuova edizione dell'opera. Nel 2008 Michael Lapidge pubblica l'ultima e più aggiornata edizione, dove ridiscute le edizioni precedenti.

### Edizioni a stampa
- 1475: Prima stampa in Germania
- 1563: "Basic edition" (incompleta)
- 1643: Prima edizione stampata in Inghilterra
- 1688: "Edizione di Colonia"
- 1742: John Smith
- 1884: Giles, ristampata nella Patrologia Latina
- 1896: C. Plummer, Oxford
- 1969: Bertram Colgrave e R. A. B. Mynors, Oxford, Clarendon Press, ristampata con correzioni nel 1992
- 2005: Michael Lapidge, Parigi

## Traduzioni
La Historia fu tradotta in antico inglese probabilmente nel tardo X secolo, di sicuro prima della seconda metà dell'XI.
- 1565: Thomas Stapleton, Anversa (stampato ad Anversa da Iohn Laet)
- 1643/4: Versione con testo a fronte in antico inglese e latino nell'edizione di Abraham Whelock (editio princeps per l'antico inglese)
- 1866: (DE)  M. M. Wilden, Sciaffusa.
- 1903: L. C. Jane, Temple Classics.
- 1907: A. M. Sellar, Londra, George Bell & Sons.
- 1955: Leo Sherley-Price, Penguin, ristampe rivedute e corrette nel 1965, 1968, 1990.
- 1969: Bertram Colgrave e R. A. B. Mynors, Oxford, Clarendon Press, ristampa riveduta e corretta nel 1992.
- 1982: (DE)  Günter Spitzbart, Darmstadt.
- 1989: (ZH)  Chen Wei-zhen & Zhou Qing-min, Pechino, The Commercial Press
- 1994: Judith McClure e Roger Collins, Oxford, Oxford University Press.
- 2003: (RU)  Церковная история народа англов, note e traduzione di Vadim Erlikhman, San Pietroburgo, Алетейя.
- 2005: (FR)  Histoire ecclésiastique du peuple anglais, note di André Crépin, a cura di Michael Lapidge, traduzione di Pierre Monat e Philippe Robin, Parigi, Cerf.
- 2008: (JA)  Hirosi Takahashi, Tokyo, Kodansha.
- 2008: (CS)  Jaromír Kincl e Magdalena Moravová, Argo.
- 1987: (IT)  Storia ecclesiastica degli Angli, traduzione di Giuseppina Simonetti Abbolito, Collezione Testi Patristici, Roma, Città Nuova Editrice, 1987; Milano, TEA, 1993.
- 2008-2010: (IT)  Beda il Venerabile, Storia degli Inglesi, 2 voll., a cura di Michael Lapidge, traduzione di Paolo Chiesa, Collezione Scrittori greci e latini, Milano, Fondazione Valla-Arnoldo Mondadori, vol. I 2008, vol. II 2010.